# Ozodes xanthophasma
Ozodes xanthophasma là một loài bọ cánh cứng trong họ Cerambycidae.